# John Kiffmeyer

John Kiffmeyer (1990)

John Kiffmeyer alias Al Sobrante (* 11. Juli 1969 in Kalifornien) ist ein US-amerikanischer Musiker und ehemaliger Schlagzeuger der Punk-Rockband Green Day. Der Künstlername wurde ihm aufgrund seiner Heimatstadt El Sobrante verliehen.

## Leben
Kiffmeyer besuchte als Schüler die De Anza High School in El Sobrante im Contra Costa County im US-Bundesstaat Kalifornien, wo sich in den Jahrbüchern u. a. Kirk Hammett (Metallica), Les Claypool (Primus) und Larry LaLonde (Possessed, später Primus) finden.
Er war 1987 der erste Schlagzeuger von The Sweet Children, die sich später in Green Day umbenannte.
Kiffmeyer spielte Schlagzeug bei früheren EPs der Band und auf dem ersten Green Day-Album 39/Smooth. Im Herbst 1990 verließ er die Band, um auf die Humboldt State University in Arcata zu gehen. Später trat Kiffmeyer der in Berkeley spielenden Band The Ne'er Do Wells bei, anschließend der Punkband The Ritalins.
Er lebt mit seiner Frau Greta, die er im Sommer 1994 heiratete, und dem gemeinsamen Sohn Lolo in San Francisco. Kiffmeyer arbeitet als auf Greenscreen-Aufnahmen spezialisierter Kameramann und produziert hauptsächlich kommerzielle Arbeiten.
Im Zuge ihrer Aufnahme in die Rock and Roll Hall of Fame spielten Green Day am 16. April 2015 ein Konzert in Cleveland, bei welchem sie überraschend in der Original-Besetzung mit Kiffmeyer und unter ihrem ursprünglichen Namen The Sweet Children gleichzeitig ihre eigene Vorband waren. Das Set mit Kiffmeyer beinhaltete ausschließlich Songs von den ersten Veröffentlichungen der Band, welche fast alle seit den frühen 1990er Jahren nicht mehr live gespielt worden waren.